# Paya Pichkah
Paya Pichkah, född 21 mars 2000, är en svensk fotbollsspelare som spelar för IF Brommapojkarna.

## Karriär
Som 11-åring började Pichkah spela fotboll i Essviks AIF. Inför säsongen 2016 gick han till GIF Sundsvall. I april 2018 skrev Pichkah på ett treårskontrakt med A-laget. Pichkah gjorde sin Superettan-debut den 11 juli 2020 i en 2–0-vinst över Örgryte IS, där han blev inbytt i den 62:a minuten mot Pontus Silfwer. I januari 2021 förlängde Pichkah sitt kontrakt med två år. I mars 2023 skrev han på ett nytt tvåårskontrakt med GIF Sundsvall.
I februari 2024 värvades Pichkah av IF Brommapojkarna, där han skrev på ett treårskontrakt.